# Fenylpyrodruivenzuur
Fenylpyrodruivenzuur is een organische verbinding met als molecuulformule C6H5CH2C(O)CO2H. Fenylpyrodruivenzuur behoort tot de ketozuren. De verbinding komt in evenwicht voor met zijn E- en Z-enol-tautomeren. Fenylpyrodruivenzuur is een product van de oxidatieve deaminering van het aminozuur fenylalanine. Het zuurrest wordt fenylpyruvaat genoemd.

## Synthese en reacties
Fenylpyrodruivenzuur kan op verschillende manieren bereid worden. Traditioneel werd het geproduceerd uit aminocinnaminezuurderivaten.  Het is ook te synthetiseren door condensatie van benzaldehyde- en glycinederivaten tot het tussenproduct fenylazlacton, dat vervolgens wordt gehydrolyseerd met behulp van zuur- of basekatalyse. Het kan eveneens worden gevormd door dubbele carbonylering van benzylchloride.
Reductieve aminering van fenylpyrodruivenzuur geeft het essentiële aminozuur fenylalanine.